# نورمن جویسون
نورمن جویسون (انگلیسی: Norman Jewison؛ زادهٔ ۲۱ ژوئیهٔ ۱۹۲۶ – درگذشتهٔ ۲۰ ژانویهٔ ۲۰۲۴) کارگردان و تهیه‌کننده فیلم اهل کانادا بود. او بین سال‌های ۱۹۵۰ تا ۲۰۰۳ میلادی فعالیت می‌کرد. نورمن به خاطر کارگردانی فیلم‌هایی که به موضوعات اجتماعی و سیاسی اجتماعی می‌پرداخت و اغلب موضوعات بحث‌برانگیز یا پیچیده را در دسترس مخاطبان اصلی قرار می‌داد، شهرت داشت. در میان جوایز متعددی که دریافت کرد، سه بار در سه دهه مجزا نامزد جایزه اسکار بهترین کارگردانی شد، نورمن برای فیلم‌های در گرمای شب (۱۹۶۷)، ویلن زن روی بام (۱۹۷۱) و ماه زده (۱۹۸۷) نامزد جایزه اسکار شد. وی نامزد چهار جایزه اسکار دیگر، سه جایزه گلدن گلوب و یک جایزه امی (نیم وقت) شد و یک جایزه بفتا نیز دریافت کرد. او در سال ۱۹۹۹ جایزه یادبود ایروینگ جی تالبرگ را از آکادمی علوم و هنرهای تصاویر متحرک دریافت نمود.

## مرگ
نورمن جویسون در ۲۰ ژانویه ۲۰۲۴ در خانه خود در لس آنجلس در سن ۹۷ سالگی درگذشت.

## فیلمشناسی

#### به عنوان کارگردان در سینما:
- ۴۰ پوند دردسر (۱۹۶۲)
- این همه هیجان (۱۹۶۳)
- برایم گلی نفرست (۱۹۶۴)
- هنر عشق (۱۹۶۵)
- بچه سینسیناتی (۱۹۶۵)
- روس‌ها می‌آیند، روس‌ها می‌آیند (۱۹۶۶)
- در گرمای شب (۱۹۶۷)
- حادثه توماس کراون (۱۹۶۸)
- خوشبختی، خوشبختی (۱۹۶۹)
- ویولن‌زن روی بام (۱۹۷۱)
- عیسی مسیح سوپراستار (۱۹۷۳)
- رولربال (۱۹۷۵)
- مشت (۱۹۷۸)
- ... و عدالت برای همه (۱۹۷۹)
- بهترین دوستان (۱۹۸۲)
- داستان یک سرباز (۱۹۸۴)
- اگنس خدا (۱۹۸۵)
- ماه‌زده (۱۹۸۷)
- در کشور (۱۹۸۹)
- پول دیگران (۱۹۹۱)
- فقط تو (۱۹۹۴)
- بوگس (۱۹۹۶)
- طوفان (۱۹۹۹)
- شام با دوستان (۲۰۰۱-فیلم‌تلویزیونی)
- والتر و هنری (۲۰۰۲-فیلم‌تلویزیونی)
- حکم مرگ (۲۰۰۳)